# شبنم پاکر
شبنم پاکر(به ترکی استانبولی: Şebnem Paker)(زاده ۲۰ ژوئیه ۱۹۷۷) یک گیتاریست، خواننده و معلم موسیقی ترک است. او نماینده ترکیه در مسابقه آواز یوروویژن ۱۹۹۷ بود که سوم شد.

## زندگی‌نامه
پاکر بین سال‌های ۱۹۹۲ تا ۱۹۹۶ در بخش گیتار کلاسیک در کنسرواتوار دولتی دانشگاه استانبول تحصیل کرد. سپس در رشته موسیقی دانشگاه مرمره به تحصیل آواز پرداخت. 
پاکر نماینده ترکیه در مسابقه آواز یوروویژن ۱۹۹۶ و مسابقه آهنگ یوروویژن ۱۹۹۷ بود. اثر او در سال ۱۹۹۷، (به ترکی استانبولی: " Dinle "، گوش کن)، ساخته  لونت چوکر و نویسندگی مهتاب آلنی‌تمیز، رتبه سوم را دریافت کرد. این بهترین نتیجه برای ترکیه در این مسابقات تا هنگام دریافت مقام نخست در سال ۲۰۰۳ به شمار می‌رفت. پاکر تنها آلبوم خود را که گوش کن(dinlek)نیز نامیده می شود، در اوت ۱۹۹۷ منتشر کرد.
در سال ۱۹۹۸، او بار دیگر در فینال کشوری که توسط شبکه TRT برگزار شد، با آهنگ (به ترکی استانبولی: " Çal "، بزن) شرکت کرد. با ملودی تکان‌دهنده و آراسته به سازهای قومی ترکیه، تلاشی برای جلب توجه مخاطبان اروپایی بود. هدف او دستیابی به نتایج موفق‌تری در مسابقه آواز یوروویژن سالیانه بود، اما این آهنگ به عنوان نماینده ترکیه در مسابقه آن سال انتخاب نشد.
پاکر در سال ۲۰۰۰ از گروه آواز آموزش موسیقی دانشگاه مرمره فارغ التحصیل شد. او پس از ۴ سال کار در مؤسسات آموزش خصوصی وابسته به وزارت آموزش ملی، از سال ۲۰۰۴ به عنوان آموزگار موسیقی کار می‌کند. او تا سال ۲۰۱۸ در دبیرستان هنرهای زیبایی آونی‌آکیول در استانبول به تدریس موسیقی پرداخت. سپس، در دبیرستان هنرهای زیبای آیدین دوغان مشغول به کار شد.  او همچنین در تألیف یک کتاب درسی برای تدریس در دبیرستان های هنر ترکیه همکاری داشته است. 
پاکر از ۲۲ سپتامبر ۲۰۱۲ با سونر اوداباش ازدواج کرده است. آنها دارای دو فرزند هستند. در ۲۶ اوت ۲۰۲۳ شبنم با بیان اینکه به عنوان آموزگار موسیقی برای مدرسه ای در شهر میلاس ،استان موغلا به کار گرفته شده است، خبرساز شد.